# Pattinaggio di figura ai I Giochi olimpici giovanili invernali - Singolo femminile
La gara del singolo ragazze di pattinaggio di figura ai I Giochi olimpici giovanili invernali di Innsbruck 2012 si è tenuta alla Olympiahalle il 15 e il 17 gennaio. Hanno preso parte a questa gara 16 atlete in rappresentanza di 15 nazioni.

## Risultati
| Pos.    | Nome                    | Nazione       | Totale | PC    | PL     |
| ------- | ----------------------- | ------------- | ------ | ----- | ------ |
| Oro     | Elizaveta Tuktamyševa   | Russia        | 173,10 | 61,83 | 111,27 |
| Argento | Adelina Sotnikova       | Russia        | 159,08 | 59,44 | 99,64  |
| Bronzo  | Li Zijun                | Cina          | 157,70 | 50,92 | 106,78 |
| 4       | Park So-Youn            | Corea del Sud | 136,60 | 48,37 | 88,23  |
| 5       | Anaïs Ventard           | Francia       | 136,08 | 49,85 | 86,23  |
| 6       | Risa Shoji              | Giappone      | 135,32 | 47,29 | 88,03  |
| 7       | Jordan Bauth            | Stati Uniti   | 123,39 | 42,33 | 81,06  |
| 8       | Tina Stürzinger         | Svizzera      | 113,55 | 40,63 | 72,92  |
| 9       | Darin Chusejn           | Ucraina       | 109,31 | 39,77 | 69,54  |
| 10      | Chantelle Kerry         | Australia     | 108,99 | 37,51 | 71,48  |
| 11      | Micol Cristini          | Italia        | 105,44 | 39,87 | 65,57  |
| 12      | Eveliina Viljanen       | Finlandia     | 101,10 | 29,73 | 71,37  |
| 13      | Nina Larissa Wolfslast  | Austria       | 96,26  | 34,45 | 61,81  |
| 14      | Myrtel Saldeen Olofsson | Svezia        | 92,54  | 33,57 | 58,97  |
| 15      | Sindra Kriisa           | Estonia       | 92,43  | 34,43 | 58,00  |
| 16      | Lieselotte Swerts       | Belgio        | 85,57  | 30,73 | 54,84  |